# Bassozetus compressus
Bassozetus compressus es una especie de pez del género Bassozetus, familia Ophidiidae. Fue descrita científicamente por Günther en 1878.
Se distribuye por el Pacífico Centro-Occidental: Papúa Nueva Guinea y Filipinas. La longitud estándar (SL) es de 62 centímetros. Habita en taludes continentales. Es una especie que frecuenta las zonas batiales y abisales ya que alcanza los 5456 metros de profundidad.
Está clasificada como una especie marina inofensiva para el ser humano.